# Maïsei
Een maïsei is een ei gelegd door een kip waarvan het voedsel uit minimaal 70 procent maïs bestaat.
Dit zegt niets over de leefomstandigheden van de hen of over de kwaliteit van het ei zelf.